# Vandermeerscheïta
|  | No s'ha de confondre amb la vanmeersscheïta, un altre fosfat de nom similar.. |

La vandermeerscheïta és un mineral de la classe dels fosfats. Rep el nom en honor d'Eddy Van Der Meersche, col·leccionista de minerals de Gant, Bèlgica. És fotògraf, escriptor i editor de llibres sobre minerals. Va proporcionar els exemplars utilitzats per a la descripció de l'espècie.

## Característiques
La vandermeerscheïta és un vanadat de fórmula química K₂[(UO₂)₂V₂O₈]·2H₂O. Va ser aprovada com a espècie vàlida per l'Associació Mineralògica Internacional l'any 2018, sent publicada per primera vegada el 2019. Cristal·litza en el sistema monoclínic. La seva duresa a l'escala de Mohs és 2. Químicament és molt semblant a la carnotita.
Les mostres que van servir per a determinar l'espècie, el que es coneix com a material tipus, es troben conservats a les col·leccions mineralògiques del Museu d'Història Natural del Comtat de Los Angeles, a Los Angeles (Califòrnia) amb els números de catàleg: 67260, 67261 i 67262.

## Formació i jaciments
Va ser descoberta a Schellkopf, a la localitat de Brenk, dins el districte d'Ahrweiler (Renània-Palatinat, Alemanya), on es troba en forma de fulles fines de fins a 50 µm de longitud, formant agregats subparal·lels i divergents. Es tracta de l'únic indret de tot el planeta on ha estat descrita aquesta espècie mineral.